# Banha
Banha is een stad in Egypte en is de hoofdplaats van het gouvernement Al Qalyubiyah.
Bij de volkstelling van 2006 telde Banha 158.389 inwoners. Banha valt onder en hoort bij Groot-Caïro.

## Galerij

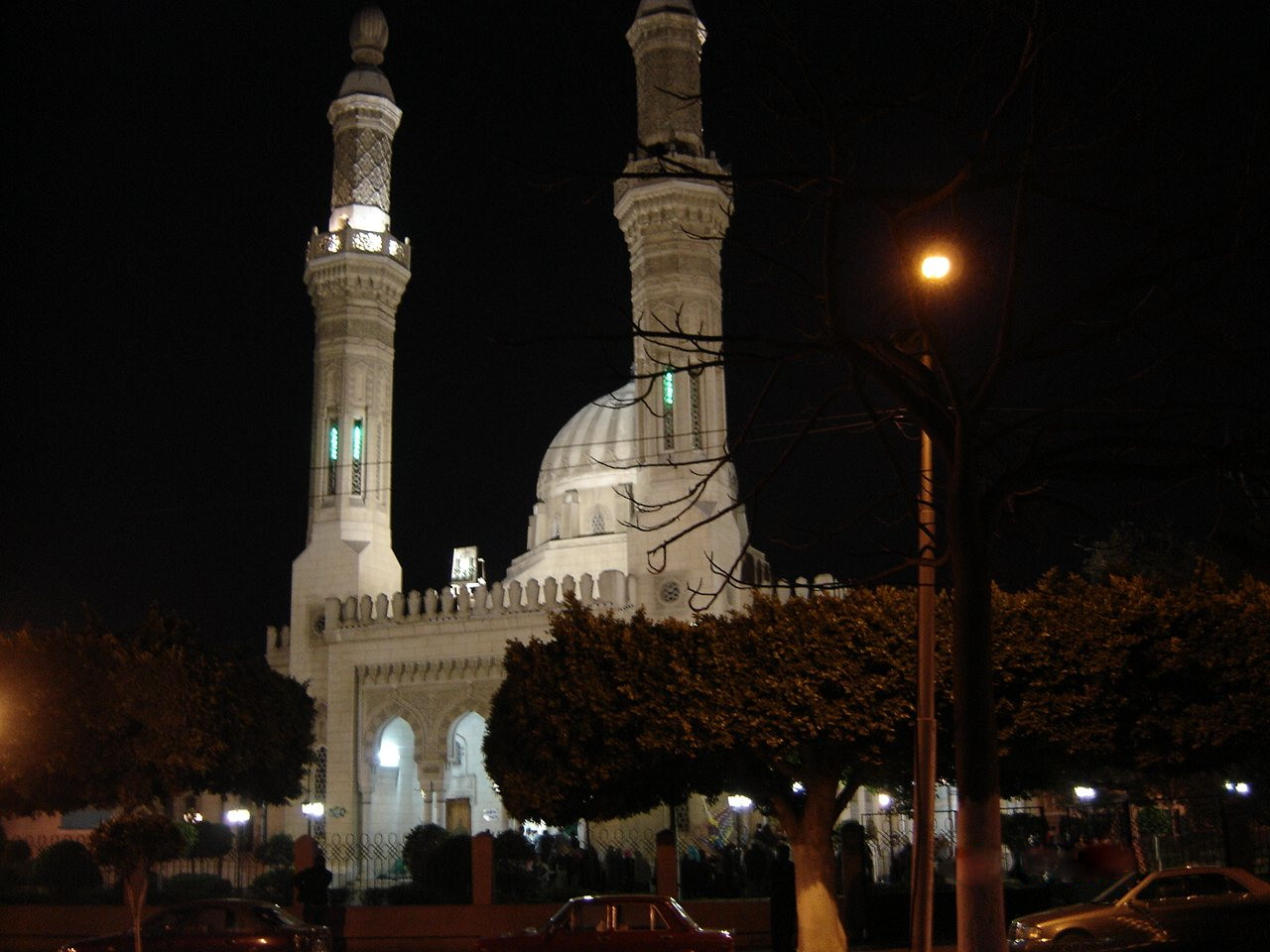
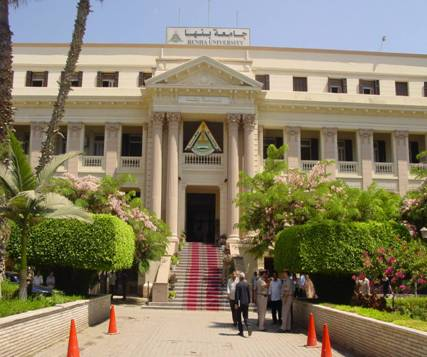
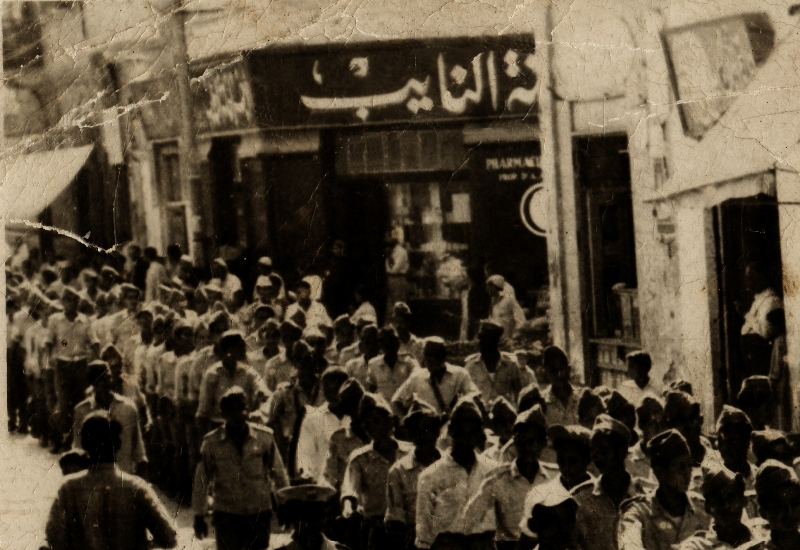
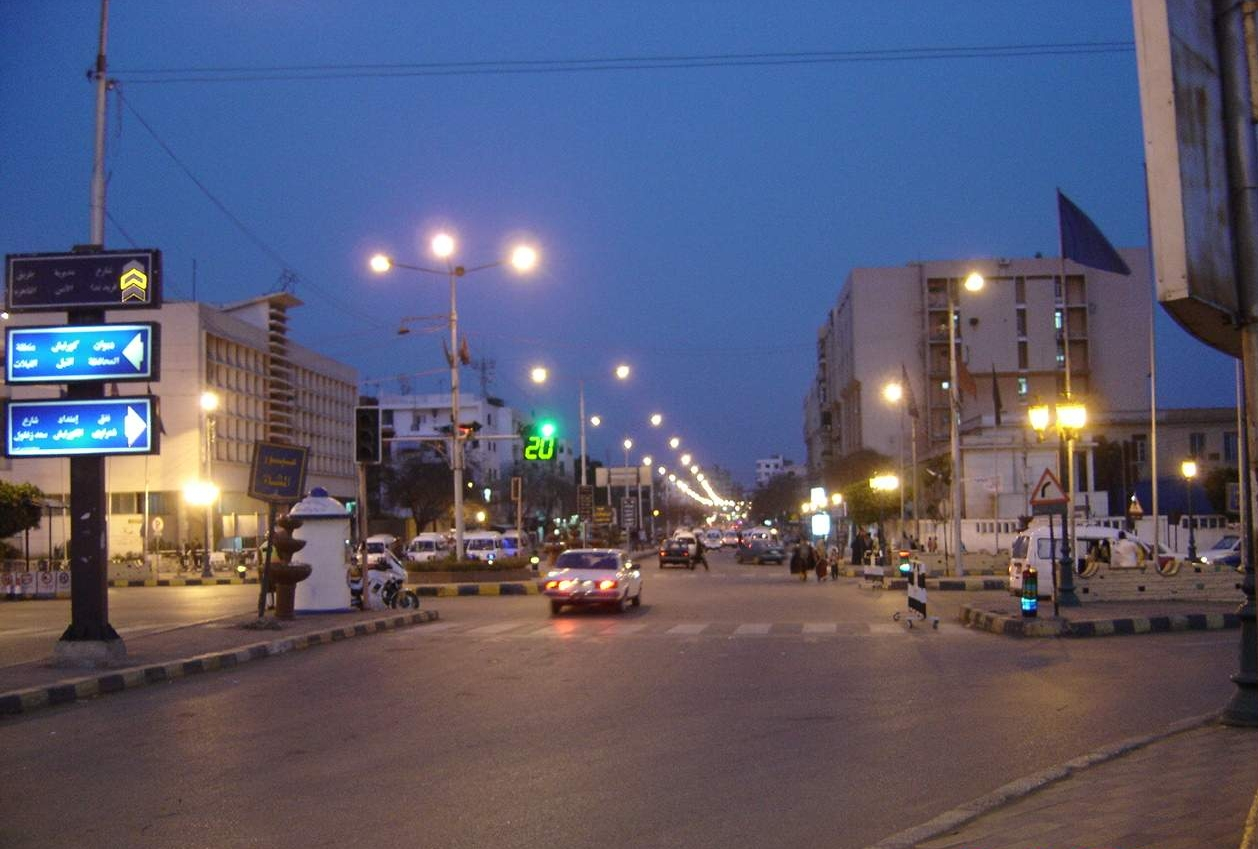
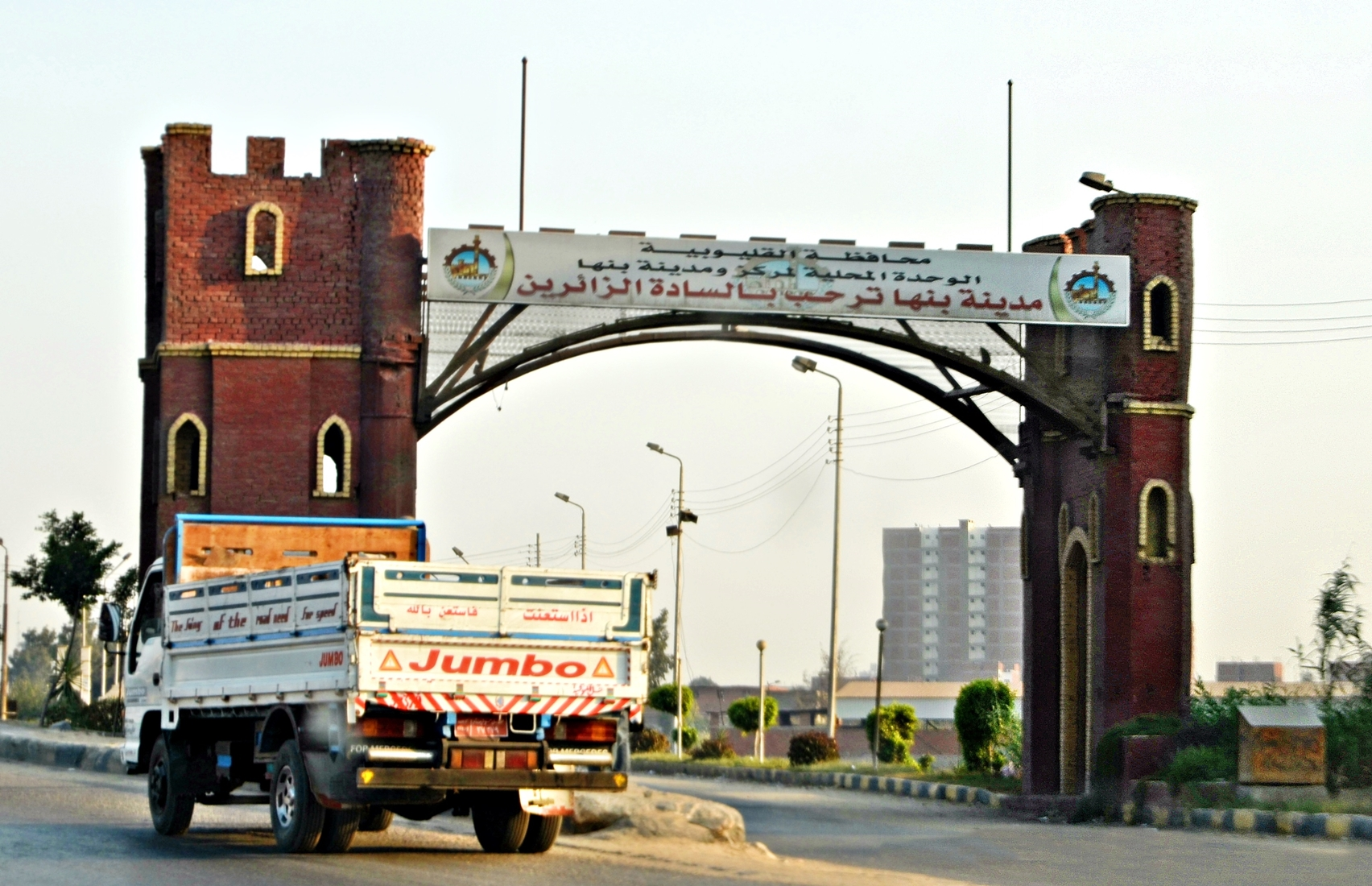
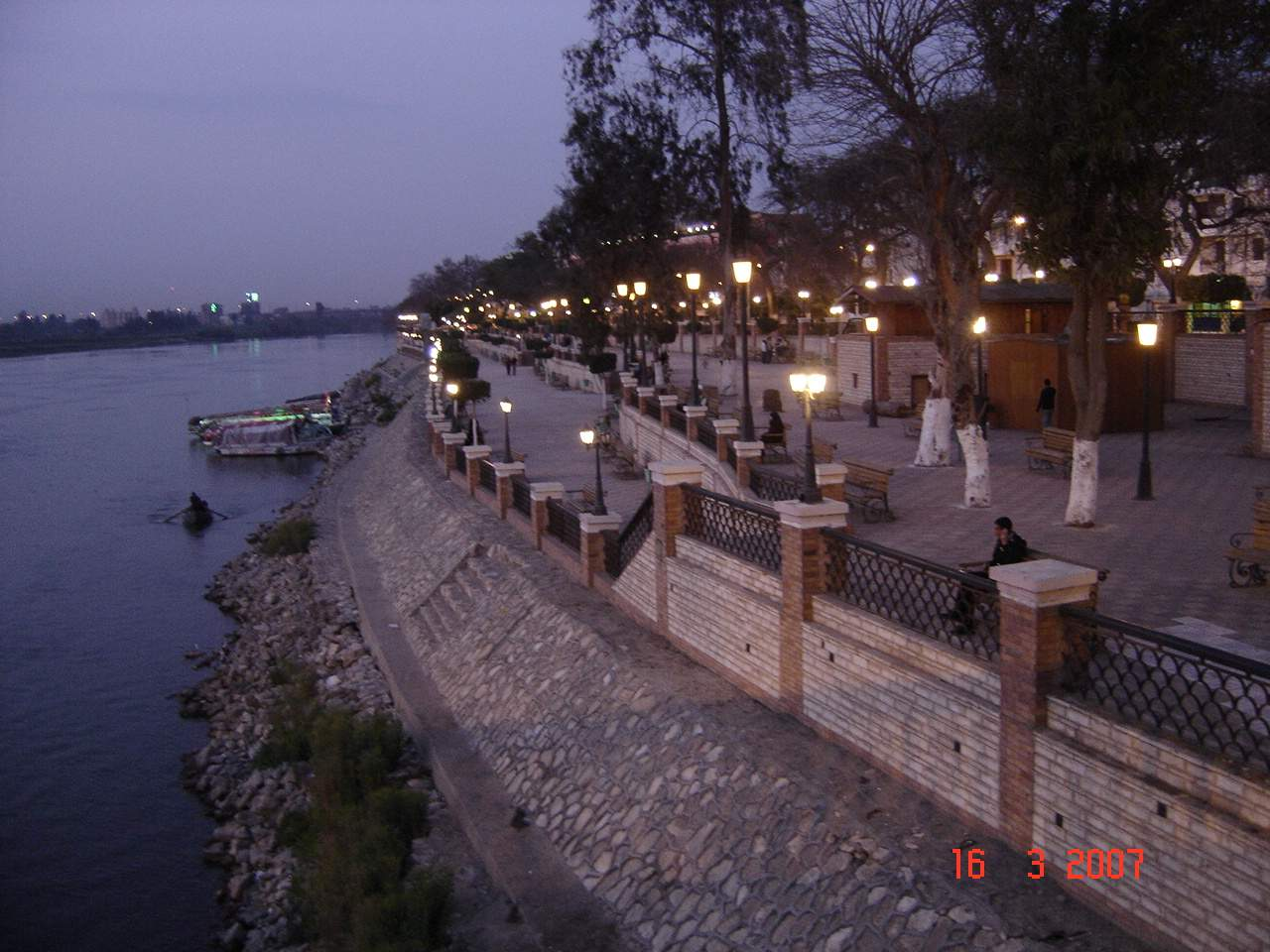
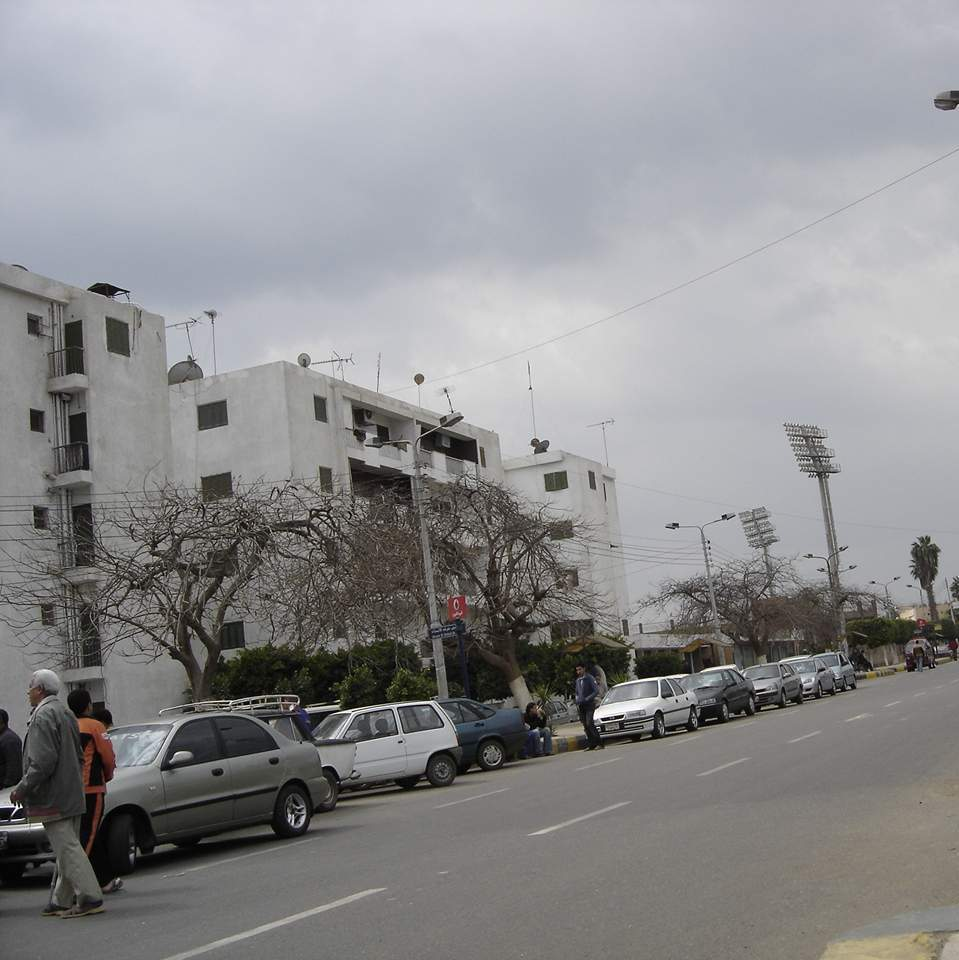

## Geboren
- Ahmed Fathy (1984), voetballer